# Zamek Šostýn

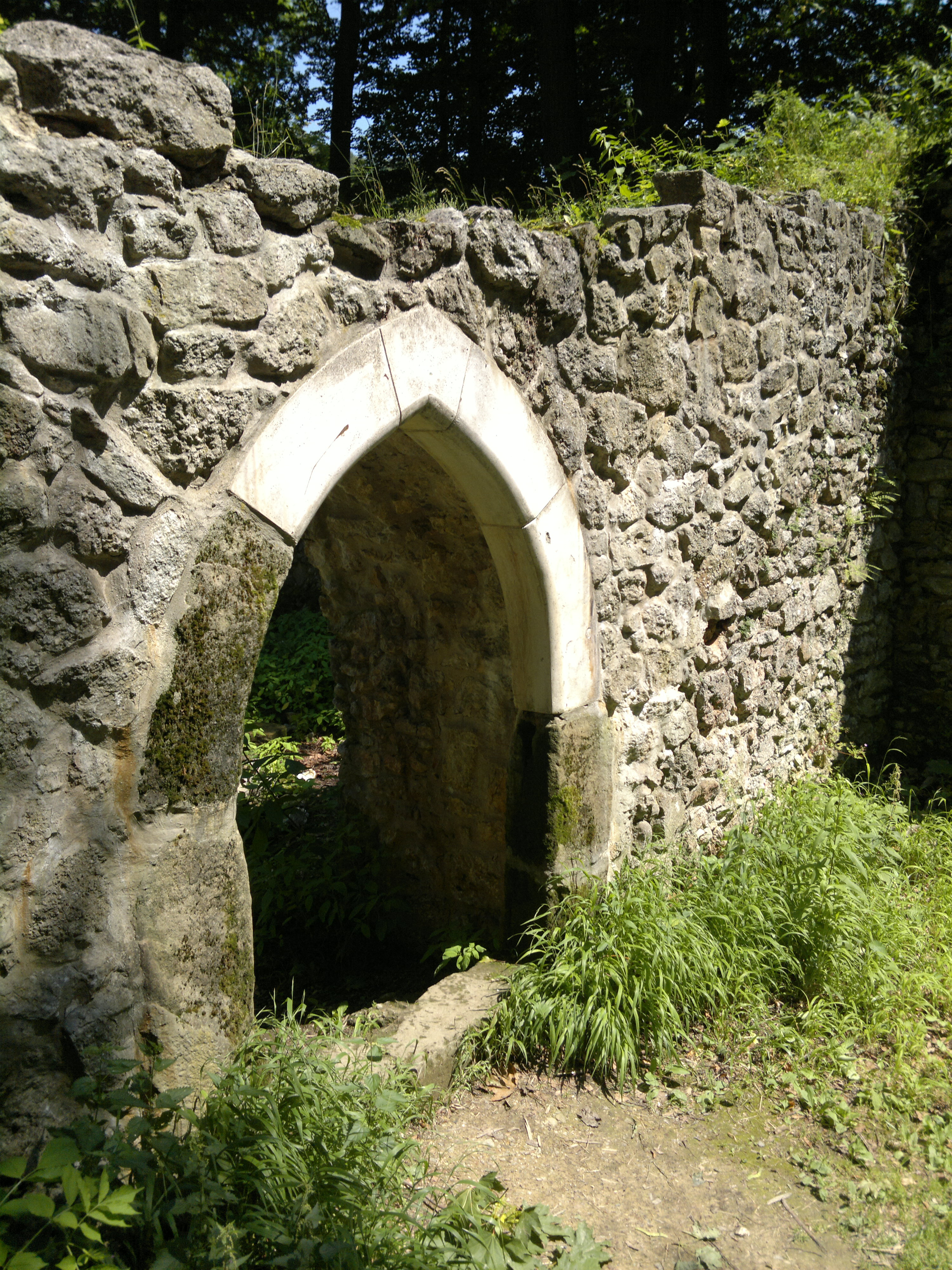
Zrekonstruowany gotycki portal

Šostýn – ruiny zamku w mieście Kopřivnice w powiecie Nowy Jiczyn w Czechach.
Zamek Šostýn (niem. Schauenstein) został wybudowany ok. 1293 roku na zachodnim stoku góry Piaskownia (584 m n.p.m.) na Pogórzu Morawsko-Śląskim. Po raz pierwszy wzmiankowany został w 1347, kiedy stał się własnością biskupa ołomunieckiego Jana Volka. W 1404 zamek został spalony przez rycerzy króla polskiego Władysława Jagiełły. Według relacji biskupa Tasa z Boskovic z 1467 zamek był już wówczas opustoszały.